# Сверхпроводники I рода

Фазовая диаграмма (B, T) сверхпроводника I рода:

Сверхпроводники первого рода — это материалы, которые при определенных условиях теряют свое электрическое сопротивление и позволяют электрическому току проходить без потерь. Основное различие между сверхпроводниками второго и первого рода заключается в их поведении при внешних магнитных полях.
Сверхпроводники первого рода полностью исключают магнитное поле внутри себя, создавая так называемый эффект Мейснера. Это означает, что при переходе в сверхпроводящее состояние сверхпроводник исключает все магнитные поля внутри себя. Однако сверхпроводимость сохраняется только до определенной критической величины внешнего магнитного поля.
Когда внешний магнитный поток превышает критическое значение, сверхпроводник теряет свои сверхпроводящие свойства, и сопротивление вновь появляется.
Сверхпроводники первого рода обычно имеют более простую структуру и характеризуются более низкими критическими полями по сравнению с сверхпроводниками второго рода. Это делает их менее устойчивыми к внешним воздействиям, но при этом они проще в изготовлении и применении в некоторых областях техники.